# Ropušnicotvární
Ropušnicotvární též ropušnicotvaří (Scorpaeniformes) je řád paprskoploutvých ryb obývajících převážně moře, ale v menší míře i sladké vody. Jedná se o jeden z nejpočetnějších řádů kostnatých ryb. Hlavním společným znakem je kostěná deska mezi okem a skřelí. Břišní ploutve jsou často před prsními, obvyklé jsou také ostny na hlavě. U některých druhů jsou tvrdé paprsky ploutví napojené na jedové žlázy. Prsní a ocasní ploutve bývají zaoblené.

## Taxonomie
Řád ropušnicotvární se dále člení do následujících čeledí:
- Abyssocottidae – pavrankovití
- Agonidae – broníkovití
- Anoplopomatidae – chmurnatkovití
- Apistidae
- Aploactinidae – sametovcovití
- Bathylutichthyidae – velkohlavcovití
- Bembridae – placatkovití
- Caracanthidae – oválkovití
- Comephoridae – holoměnkovití
- Congiopodidae – rypáčkovcovití
- Cottidae – vrankovití
- Cottocomephoridae
- Cyclopteridae – hranáčovití
- Dactylopteridae – letuchovití
- Ereuniidae – ploutvíkovití
- Eschmeyeridae
- Gnathanacanthidae – rudíkovití
- Hemitripteridae – špičatičkovití
- Hexagrammidae – hřebeníkovití
- Hoplichthyidae – plochohlavcovití
- Liparidae – terčovkovití
- Neosebastidae
- Normanichthyidae – holohlavovití
- Parabembridae
- Pataecidae – vlajkovkovití
- Peristediidae – brňákovití
- Platycephalidae – zploštělcovití
- Plectrogenidae
- Psychrolutidae – tlustohlavcovití
- Rhamphocottidae – vrankovcovití
- Sebastidae
- Setarchidae
- Scorpaenidae – ropušnicovití
- Synanceiidae – odrancovití
- Triglidae – štítníkovití
- Tetrarogidae